# Adámkova vila (Brandýs nad Orlicí)
Adámkova vila je secesní rodinná vila z počátku 20. století v Brandýse nad Orlicí.

## Historie
Na místě vily stála dříve hospodářská usedlost, kterou v roce 1904 zakoupila Marie Adámková a nechala namísto ní vybudovat nový obytný dům. Stavba byla dokončena v červenci 1905. Marie Adámková poté bydlela ve vile se svojí dcerou Gabrielou, přechodně také ubytovávaly další nájemníky. V roce 1959 vilu odkoupili manželé Kalinovi. Od roku 1996 je kulturní památkou.
Zajímavostí je, že ulice, která vedla původně těsně před průčelím domu, byla v roce 1950 přeložena, a vznikl tak travnatý pás mezi domem a asfaltem.

## Architektura
Projekt zpracoval stavitel Josef Drahoš z Vysokého Mýta. Jedná se o samostatně stojící dům obklopený zahradou. Budova je dvoupodlažní se suterénem, půdorys je členitý. Hlavní střecha je sedlová a do ní jsou vsazena zvalbená sedla bočních částí. Průčelí jsou, kromě zahradního, doplněna výraznými dvoupatrovými rizality, které jsou prolomeny obdélníkovými okny v šambránách a s členěním ve tvaru T. Nároží domu jsou bosovaná. Ve štítech, které završují rizality, se dochovaly původní secesní malby. Také interiér se dochoval v původní podobě.